# Punta Sea Bianca
La Punta Sea Bianca è una montagna delle Alpi Cozie, alta 2721 m s.l.m..

## Caratteristiche
Si trova sulla cresta spartiacque tra valle Po e val Pellice, sul confine tra i comuni di Crissolo e Villar Pellice.
La cresta principale sale dal Colle della Gianna in direzione nord-est, e raggiunge la vetta, da cui prosegue, piegando leggermente verso sud, in direzione della vicina punta dell'Arpetto. Dalla vetta si diparte una cresta secondaria verso sud, che raggiunge la punta Raboi (2867 m) dove piega verso est-sud-est, scendendo poi in direzione della valle Po; questa cresta separa il vallone Reisassa dal vallone Arpetto. Il versante nord è costituito da una parete abbastanza scoscesa, mentre verso ovest il versante scende con pendio deciso ma regolare verso il vallone della Gianna.
Il nome sea bianca significa cresta bianca, e discende dall'aspetto della montagna: questa è infatti formata da rocce calcaree di colore bianco o comunque molto chiaro, che risaltano notevolmente rispetto alle circostanti rocce ofiolitiche.. L'intera zona, infatti, appartiene al complesso dei calcescisti ofiolitiferi delle pietre verdi di Gastaldi; i calcari triassici della zona della vetta e della cresta meridionale sono inseriti tra i calcescisti che si trovano ad est, ed i serpentinoscisti del settore occidentale.

## Accesso alla vetta

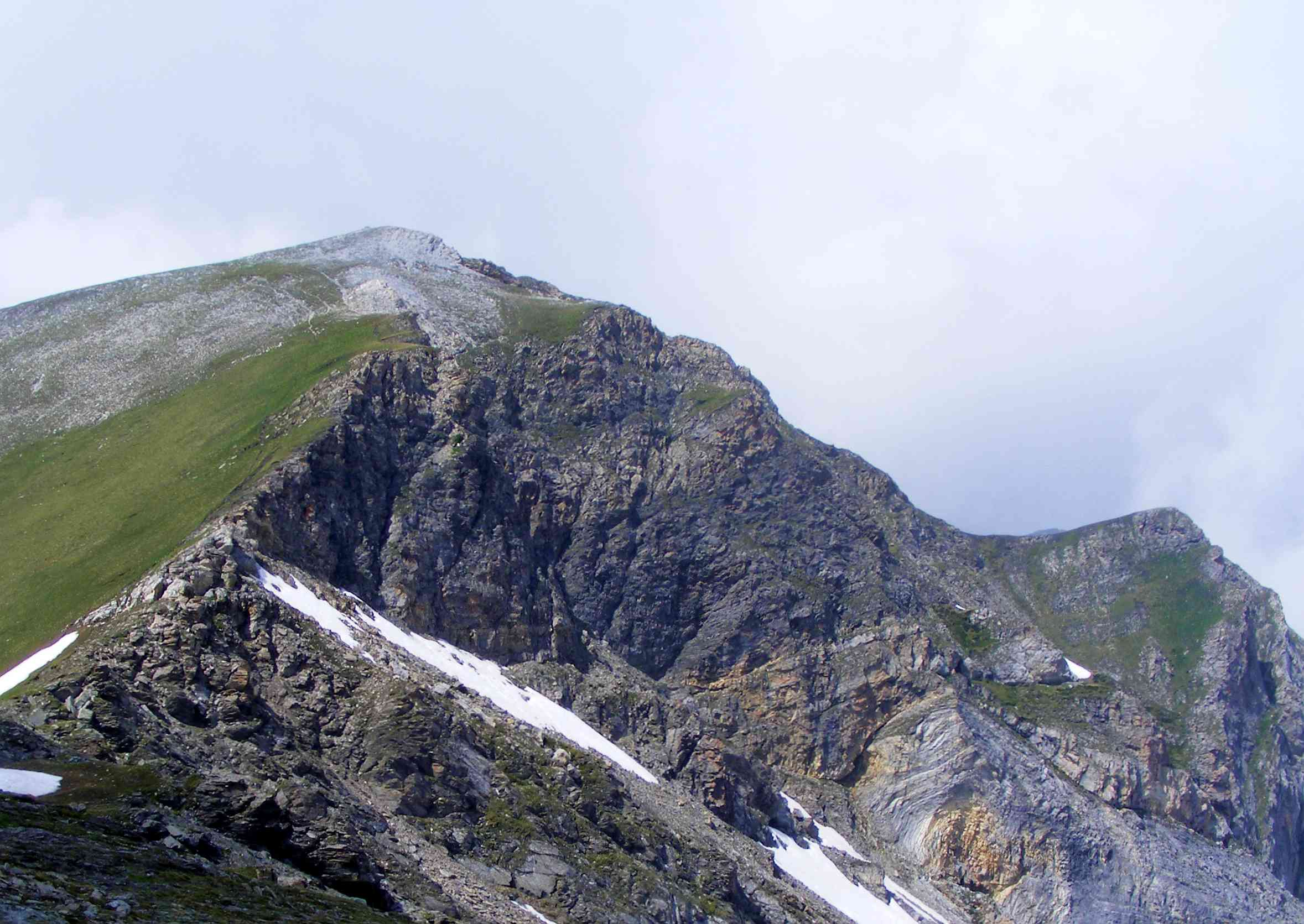
Il dirupato versante nord-est visto dalla Punta dell'Arpetto

La via normale è un percorso escursionistico che non presenta particolari difficoltà, ed è valutato come E. Dal Colle della Gianna si risale la cresta nord-est seguendo tracce di sentiero, fino ad un'ampia insellatura alla base della vetta; da qui, per tracce di sentiero, si sale alla cresta meridionale, da cui si raggiunge in breve tempo la vetta.
La vetta offre un eccezionale colpo d'occhio sulla parete nord del Monviso e su tutto il suo gruppo. Inoltre, è un ottimo punto panoramico che permette di abbracciare tutto l'arco delle Alpi Occidentali dalle Alpi Marittime (Monte Argentera, Monte Matto) fino al Cervino ed al Monte Rosa.
Il colle della Gianna può essere raggiunto dalla val Pellice, partendo dal rifugio Barbara Lowrie e risalendo il vallone della Gianna, oppure dalla valle Po, con due itinerari: uno che partendo da Pian Melzè risale tutta la valle nota come combal del Rio, l'altro che, partendo da Pian del Re, sale al colle detto la Sellaccia per poi attraversare a mezza costa il combal del Rio e ricongiungersi con il sentiero proveniente da Pian Melzè alla base dell'ultima rampa che porta al colle. Dall'unione di questi due sentieri si diparte una scorciatoia che, evitando di salire al colle della Gianna, sale direttamente all'insellatura alla base della vetta, dove si ricongiunge al sentiero di cresta.

### Accesso invernale
La vetta è raggiungibile d'inverno sia con gli sci che con le ciaspole, percorrendo gli stessi itinerari di accesso estivi: è infatti possibile raggiungere la vetta sia dalla val Pellice che dalla valle Po, partendo da Pian Melzè